# Смирнов, Владимир Георгиевич (партийный деятель)
Владимир Георгиевич Смирнов — советский хозяйственный и политический деятель.

## Биография
Родился в 1929 году в деревне Неведово. Член КПСС.
В 1953—1973 гг. — агроном, организатор сельскохозяйственного производства, советский работник в Новгородской области, председатель Шимского райисполкома, первый секретарь Лычковского, Любытинского, Боровичского райкомов КПСС.
В 1973—1977 гг. — второй секретарь Новгородского обкома КПСС.
В 1977—1985 гг. — председатель Новгородского облисполкома.
В 1985—1989 гг. — руководящий работник Государственного комитета СССР по профессионально-техническому образованию.
Избирался депутатом Верховного Совета РСФСР 9-10-го созывов. Делегат XXV и XXVI съездов КПСС.
Умер в 2001 году.

## Награды
- Орден Трудового Красного Знамени (дважды)
- Орден Знак Почёта (дважды)